# James Warring
James Warring (* 26. November 1958 in Miami, Florida) ist ein ehemaliger US-amerikanischer Boxer, Kickboxer und MMA-Kämpfer. Im Boxen wurde er Weltmeister der IBF im Cruisergewicht.

## Boxen
Seinen Comeback-Kampf gewann er gegen Jesse Torres durch klassischen K. o. in Runde 1 und musste in seinem zweiten Kampf bereits seine erste Pleite einstecken. 1990 schlug er Nate Miller (18-1) durch einstimmigen Beschluss und wurde dadurch Nordamerikanischer Meister.
Im darauffolgenden Jahr holte er sich den vakanten Weltmeistergürtel der IBF, als er James Pritchard (27-5) k.o. schlug. Diesen Titel konnte er anschließend gegen Donnell Wingfield (21-3) und Johnny Nelson (21-5-) verteidigen.